# 류큐국
류큐국(오키나와어: 琉球國 루츄쿠쿠) 또는 유구국(琉球國, 문화어: 류구국)은 1429년부터 1879년까지 아마미오섬 이남의 류큐 열도에 있었던 왕국이다. 류큐 열도는 류큐국에 의해 명나라의 속국으로 통치되었으며, 오키나와섬을 통일하여 산잔 시대를 끝내고 왕국을 아마미오섬 이남의 류큐 열도로 구성하고 류큐국은 작은 규모에도 불구하고 중세 동아시아와 동남아시아의 해상 무역망에서 중심적인 역할을 했다. 류큐국은 1609년 류큐 침공 이후 사쓰마번의 속국이 되었지만 1872년 일본 제국에 의해 류큐번으로 전환될 때까지 법적인 독립을 유지했다. 류큐국은 공식적으로 합병되었다. 1879년 4월 일본에 의해 해체되어 일본 남서부 지역으로 형성되었고 류큐국은 새로운 일본 귀족으로 통합되었다. 대유구국(오키나와어: 大琉球國 티루츄쿠쿠) 이라고도 한다.

## 역사

### 건국
류큐국은 1429년, 제2대 쇼하시왕(일본어: 尚巴志王)의 삼산통일(三山統一)에 의해 건국되었다.
14세기부터 오키나와 일대에는 왕권이 약해지고 각지에 왕을 자처하는 안지(지방호족)들이 생기면서 츄잔(中山), 호쿠잔(北山), 난잔(南山)의 산잔 시대가 시작된다. 세 나라는 츄잔의 쇼하시왕에 의해 통일되어 류큐국이 세워진다.
그 외 고려시대 삼별초가 1273년(원종 14년)에 제주도에서 몽골군에 패한 후 고려가 류큐국을 건국했다는 설도 있다.

### 제1쇼씨 왕통
쇼하시왕은 산잔 통일을 통해 류큐국을 만들었다. 하지만 지방의 안지는 여전히 강하였고 중앙집권적 왕이 등장하지는 못하였다. 쇼하시의 죽음 이후 왕권은 미약하고 내란이 끊이지 않는 등, 류큐국은 불안한 치세를 이어간다.

### 제2쇼씨 왕통
쇼토쿠왕이 급사하면서 쇼타이큐왕의 중신이었던 카나마루가 왕위를 선양받는다. 그는 쇼엔왕을 자처하여 제2쇼씨왕통을 연다. 제2쇼씨왕통때 류큐는 일본, 조선, 중국뿐만 아니라 동남아시아의 왕조들과도 무역을 하는 등 전성기를 보낸다. 하지만 16세기 후반 명나라가 활발히 무역을 재개하고 스페인이나 포르투갈의 세력이 커지면서 류큐의 세력은 급격히 쇠퇴한다. 1609년 일본 전국시대가 끝나고 지역정권인 사쓰마번이 류큐 침공을 해왔고 당시 류큐의 수도 슈리성의 정문에는 적이 접근해오면 좌우양면에서 화살을 발사할 수 있도록 곡선으로 성벽을 만들었으나, 그럼에도 불구하고 큰 저항을 하지 못하고 패배, 오키나와섬 북동부의 류큐 열도를 빼앗기고, 일본의 조공국이 된다. 하지만 이후 류큐는 다시 청과 일본에 이중조공을 하면서 다시 중계무역으로 번성을 되찾는다.
류큐국은 중국과 일본의 사이에서 침략의 위협에 시달렸다. 류큐국은 "중국은 우리의 아버지이고 일본은 우리의 어머니이다."라는 식으로 외교노선을 설정, 중국과 일본 양쪽에 모두 조공을 바치면서 독립을 유지하고 있었다. 18세기 말부터 경제가 악화되어 혼란스러워졌으며, 19세기 중엽 서양 세력이 청과 일본에 개항의 압력을 가하면서 류큐는 중계 무역의 거점으로서의 지위를 잃게 된다.
일본은 1879년 3월 27일에 경찰과 군인 등 약 600명을 동원해 무력적 위압 상태에서 '류큐번을 폐지하고 오키나와현을 설치한다'는 식의 폐번치현 명령을 일방적으로 전달하고, 8일 후인 4월 4일에 일본 영토로 편입시켜 오키나와현을 설치하였다. 류큐국의 쇼타이왕은 일본 메이지 정부에 의해 강제로 도쿄에 이주당해 후작에 봉해지게 된다. 이 사건으로 청나라와 일본 제국의 갈등은 심화되었다.

## 정치 및 행정
류큐국의 정치 행정조직을 수리왕부라고 하는데, 수리왕부의 가장 중요한 정책 결정기관이 평정소(評定所)이다. 평정소의 수장을 섭정이라고 하였으며, 실무를 담당하는 3인의 실력자를 삼사관이라고 하였다.

## 종교

### 고유 종교
류큐에는 고유의 종교가 있었다. 슈리에는 키코에 대군어전(聞得大君御殿), 슈리전내(首里殿内), 마카베전내(真壁殿内), 기보전내(儀保殿内)가 있었다.

### 기독교
류큐국에 기독교가 전파된 것은 쇼호왕 치세인 1622년으로, 야에야마에 서양 선박이 도항하고 기독교를 믿으라고 오키나와인들에게 선교하였다. 일본에선 기독교를 사회질서를 혼란하게 하는 종교로 간주하여 1612년에 기독교 금령을 내렸고, 사쓰마번의 침공 이후(1609년) 일본의 조공국이었던 류큐 왕국은  기독교의 선교 활동을 금지하였다. 그러나, 자와섬이나 루손섬에 왕래하던 서양 선박이 가끔 류큐 제도에 기항하여 선교를 활동을 하기도 했다.(→기리시단 참조)

### 불교
류큐국은 조선에서 준 불전(佛典)을 못(圓鑑池 엔칸치[*])안에 섬을 만들어 거기 세운 건물(辯財天堂 변재천당[*])에 보관했다.

## 문화
류큐국의 문화는 조선, 중국, 동남아시아, 일본의 영향을 받았다. 류큐국의 '테'는 일본에 전파되어 가라테 원형의 일부가 되었다.

### 문학
쇼세이왕에서 쇼호왕의 통치 기간(1531년에서 1623년)에 류큐 최고의 가요집(歌謡集) 《오모로소오시》(おもろそうし)가 편찬되었다.

## 대외 관계

### 대한민국과 류큐 열도
한국과 류큐국의 공식 교류는 고려시대부터 시작되었다. 1389년에 류큐국은 왜구에게 붙잡혔던 고려인을 보호하여 고려로 돌려보냈으며, 조선왕조실록에 류큐국이 조선에 조공을 바쳤다는 기록이 있다. 조선 왕조는 류큐국에 1416년(태종 16년), 이예를 사신('유구국통신관')으로 파견하였다. 이예는 왜구에게 잡혀 유구에 팔려간 조선인 44명을 쇄환하여 돌아왔다. 1430년대에는 류큐와 조선 사이의 뱃길에 왜구가 자주 출몰하고, 조선에 와서 류큐국 국사(國使)라고 사칭하는 일본상인이 있었다는 위사(僞使)문제가 생겨 그 뒤로는 중국을 통한 간접교류로 바뀌게 된다.
또, 류큐국에서 사람들이 제주도나 경상도에 표류하였다는 기록이 여럿 있으며, 이들 대부분은 인도적으로 처우하여 돌려보내졌다. 반대로 제주도 주민이 류큐국 영역까지 간 일도 있었다. 1477년(성종 8년)에 귤을 진상하려던 사람들의 배가 풍랑을 만나 류큐국의 요니구시 섬에 도착하게 됐다. 류큐 왕국은 표류민들이 다시 조선으로 돌아갈 수 있게 도와주어 이들은 1479년에 염포(현재의 울산 방어진)로 도착할 수 있었다.

#### 임진왜란과 류큐국
임진왜란 앞서, 일본은 조선에 명나라를 칠 수 있도록 길을 빌려달라고 요구하였다. 반면, 명국은 조선이 일본에 협력하여 명을 치는 것이 아닌가 하는 의심을 품었다. 조선은 이를 해명하기 위해 사신을 보냈는데 이 때 류큐국 사신이 일본 침략준비에 대해 같은 내용을 알려 오해가 풀리게 되었다. 명국은 이에 조선, 류큐국, 섬라(暹羅: 지금의 타이)와 함께 일본을 정벌하는 계획을 세웠으나, 일본이 먼저 조선을 침략하였다. 도요토미 히데요시는 명과 그 길목에 있는 조선을 정복하기 위해 류큐에 협조할 것을 명령했으나, 류큐는 명나라의 책봉국이었기 때문에 이를 거절하였으며, 역으로 명에게 일본을 칠 것을 제안하였다.

#### 근세의 류큐
고종은 수신사 김홍집을 접견할 때 류큐국이 일본에 편입되었음을 알게 되었다.
류큐국이 일본으로 편입되고 대한민국이 일제로부터 해방된 이후 이승만 당시 대한민국 대통령은 류큐국에 대해서 "그들도 자주독립의 의지를 확고히 하고 독립운동을 해야 한다."는 발언을 했다.

## 같이 보기
- 오키나와현
- 오키나와현의 역사

## 참고 문헌
- 유철인, 연구보고논문: 류큐 ( 유구 (流球) )의 가계계승과 조상, 2000년, 비교문화연구, 제6권, 제2호, 317-342면
- 이토 요시히데, 류큐(琉球)지역의 「아샤게(アシャゲ)」와 제사구조, 2001년, 한국민속학, 제34집, 181-199면
- 박훈, 유구처분기(琉球處分期) 유구(琉球)지배층의 자국인식과 국제관, 2005년, 역사학보, 제186권, 135-172면
- 차혜원, 명조(明朝)와 유구(琉球)간 책봉(冊封) 조공(朝貢)외교의 실체 -만력년간(萬曆年間)(1573-1620), 명조의 유구(琉球)정책을 중심으로-, 2008년, 중국사연구, 제54권, 129-160면
- 정진희, 양속기(兩屬期) 류큐(琉球)개벽신화의 재편과 그 의미, 2009년 5월, 아시아문화연구, 제16집, 244-270면
- 김정숙, 조선시대 필기 야담집 속 琉球체험과 형상화, 2011년 2월, 한문학논집, 제32집, 37-57면